# قوار منشاري

قوار منشاري (الاسم العلمي:Cyamopsis serrata) هي نوع نباتي يتبع جنس القوار من الفصيلة البقولية.